# یوراندوو
یوراندوو (به لاتین: Jurandów) یک روستا در لهستان است که در گمینا خنوو واقع شده‌است.